# Rafael Enríquez Villanueva
Rafael Enríquez y Villanueva (1850-1937) fue un pintor y primer director de la Universidad de la Escuela de Bellas Artes de Filipinas. 
Nació el 1 de julio de 1850, en Nueva Cáceres, actual Naga, Camarines Sur. Hijo de Antonio Enríquez y Sequera y Ciriaca Villanueva, ambos de los cuales eran inmigrantes españoles que se asentaron en Naga. El padre de Antonio Enríquez era descendiente de la histórica familia Sequera de con orígenes en Granada y de su gran patriarca Bernardo de Sequera y Colón de Portugal. Su abuelo materno Francisco José Enríquez Girón García emigró a las Filipinas a comienzos del siglo XIX donde nacieron sus otros hermanos, entre ellos Francisco de Paula, Cayetano, Gertrudis, Manuel y Antonio.
Se educó en el Ateneo Municipal y continuó sus estudios artísticos en la Academia de Dibujo y Pintura bajo la dirección de Agustín Sáez . En 1869 se desplazó a España a estudiar derecho en la Universidad Central de Madrid y tras obtener su licenciatura se inscribió en la Academia de Bellas Artes de San Fernando. 
En España alcanzó renombre como pintor. Algunas de las pinturas que ejecutaría en ese momento fueron: San Agustín, Una gitana tocando la pandereta (ahora en el Museo Jorge Vargas), Carmen de Miranda, la Alhambra y La lealtad filipina, además de diversos retratos particulares como el de la Marquesa del Valle de la Reina.
Rafael Enríquez se casó con Elvira Chacón, natural de Antequera, Andalucía, hija del Marqués de Zela. Entre sus hijos estaban Rafael, también artista, y Ciri Enríquez.

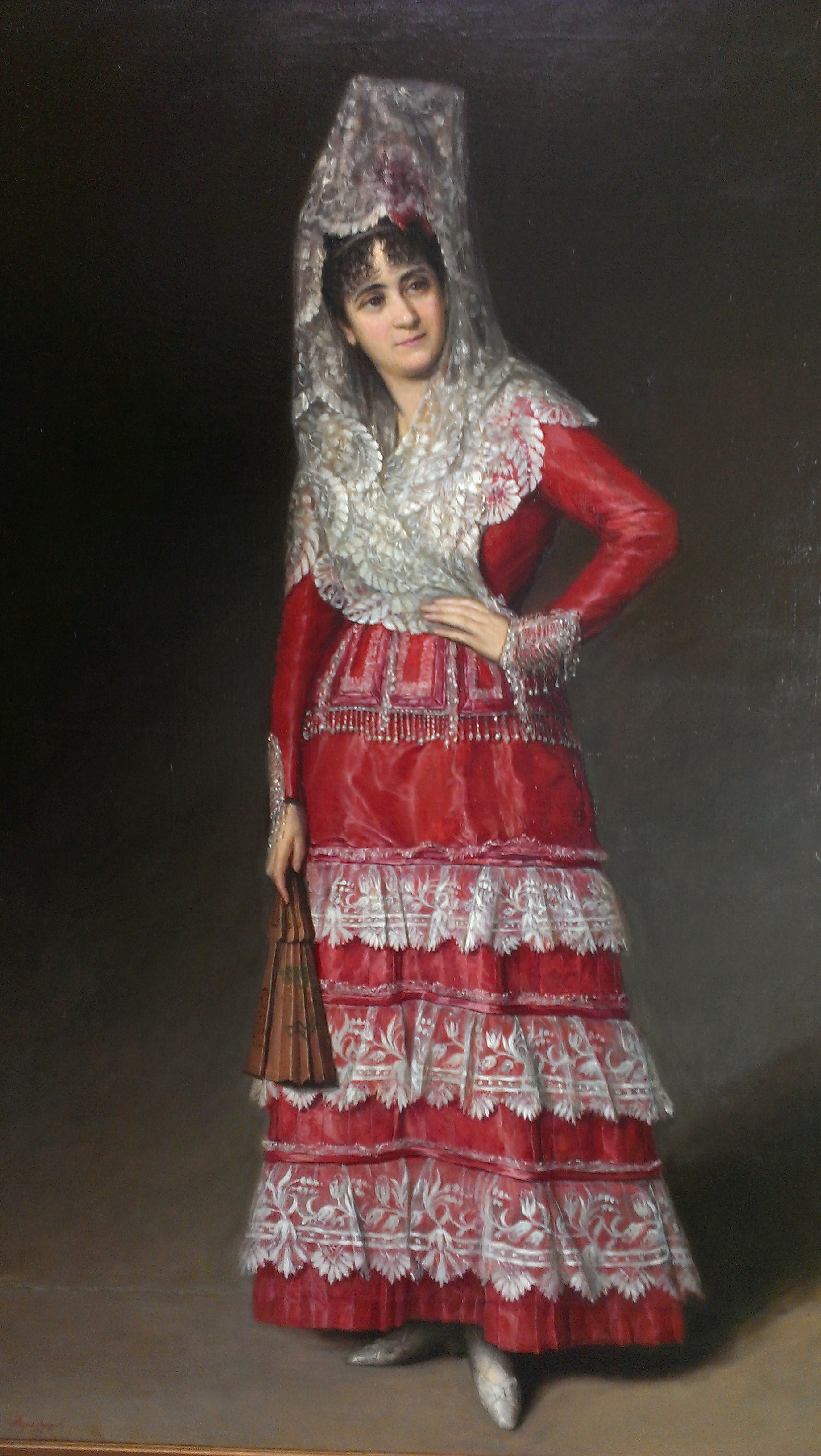
Eduarda Manjón y Mergelina. V Marquesa del Valle de la Reina

En 1879 se trasladó a Paris, estableciéndose allí durante 8 años, en que se especializó en pintar retratos. Entre sus trabajos en ese periodo fueron retratos del Marqués de Rivera, Duque de Barros, y don Prudencio Ybáñez. 
En 1887 marchó a Londres, donde residió junto a Antonio Maria Regidor. Aquí ejecutó su obra maestra La Muerte de Don Simón de Anda que se expuso en la Exposición General de Filipinas de 1887, posteriormente adquirida por la Biblioteca Nacional.
Rafael Enríquez regresó a su tierra poco antes del estallido de la revolución filipina siendo testigo personal de la ejecución de José Rizal en Bagumbayan.
A pesar de que era un español de pura sangre se consideraba filipino y hablaba tagalo con fluidez. De hecho se convertiría en uno de los defensores de la causa de Filipinas y se asoció con otros propagandistas filipinos como su amigo Antonio Maria Regidor. 
En 1909 fue designado profesor de la Escuela de reciente creación de Bellas Artes de la Universidad de Filipinas, siendo nombrado a continuación decano de la misma, manteniéndose en el cargo hasta el 15 de junio de 1926 en que se retiró.
Mantuvo una estrecha relación con el retratista estadounidense John Singer Sargent. Entre sus discípulos destacó Fernando Amorsolo.
Durante el período americano pintó muchos retratos, incluyendo los de la señora Gregorio Araneta, la señora Máximo Viola y Guy Potten Benson. 
Victorio Edades describe sus pinturas como "característicamente europeas, pero sometidas a su color", con "Enríquez prefiriendo los tonos de gris, verde azulado y verdoso-amarillo" de su paleta.